# Hold Your Breath (film, 2012)
Pour plus de détails, voir Fiche technique et Distribution.
Hold Your Breath (stylisé en #HoldYourBreath) est un film d'horreur surnaturel américain de 2012 réalisé par Jared Cohn, avec Katrina Bowden de 30 Rock et Randy Wayne. Le film est sorti le 5 octobre 2012 aux États-Unis,. Le film se déroule à Los Angeles, en Californie.

## Synopsis
Un groupe d’amis, en voyage pour aller faire du camping en fin de semaine, se retrouve tué un par un lorsqu’un membre du groupe refuse de se conformer à la légende urbaine selon lequel vous pouvez respirer les mauvais esprits en passant devant les cimetières.
Le film s’ouvre sur Van Hausen, un tueur en série à l’accent allemand, qui est exécuté sur la chaise électrique sous le regard de certains membres de la famille de ses victimes. Il se libère et parvient à tuer le gardien avant qu’un autre officier de police ne le mette finalement sur la chaise.
De nos jours, un groupe d’amis, comprenant Jerry (Katrina Bowden), Johnny (Randy Wayne), la sœur de Jerry, Samantha (Lisa Younger), Kyle (Seth Cassell), Natasha (Erin Marie Hogan), Heath (Jordan Pratt-Thatcher) et Tony (Brad Slaughter) fait un voyage en voiture. Alors qu’il conduit près d’un cimetière, Jerry commence à paniquer et dit à tout le monde de retenir son souffle en disant que les mauvais esprits peuvent les posséder s’ils ne le font pas. Tout le monde le fait, sauf Kyle qui fume du pot, ce qui permet à l’esprit de Van Hausen de le posséder. Kyle laisse tomber son pot sur les genoux de Johnny, ce qui lui fait perdre le contrôle et ils s’écrase presque. Tout le monde, sauf Kyle, se rend à l’ancienne prison où Van Hausen a été exécuté. Un officier de police arrive et Kyle le tue en faisant exploser sa voiture avec lui dedans. Tous les autres se rendent à la prison. Natasha et Johnny ont des relations sexuelles quand un tueur avec un masque de métal apparaît. Il se révèle que c’est une farce de Heath. Jerry dit à Tony que s’il ose s’attacher à la chaise électrique, elle lui fera une fellation. Une fois sanglé sur la chaise, Tony commence à paniquer car un orage se déclenche. Johnny le laisse sortir. Tous ensemble, ils quittent la prison et se rendent au camping. Là, l’esprit de Van Hausen passe de Kyle à Tony. Tony dit qu’il a laissé son sac à la prison. Il y retourne avec Samantha. Tony déshabille Samantha, la mettant à moitié nue, et l’attache à un arbre. Avec la voiture, il tire un câble électrique qui coupe Samantha en deux.
Le groupe d’amis commence à s’inquiéter que Samantha et Tony soient partis si longtemps. Ils retournent à la prison, où ils trouvent le corps de Samantha et Tony venant vers eux avec une fourche. McBride (Steve Hanks), le gardien du cimetière Goodchild, tire et tue Tony. Il dit aux autres que s’ils veulent des réponses, ils doivent venir chez lui. Une fois sur place, il explique que le jour de l’anniversaire de son exécution, l’âme de Van Hausen erre dans le cimetière à la recherche d’un corps à posséder. McBride demande alors s’ils ont retenu leur souffle. Johnny avoue que Kyle ne l’a pas fait, ce qui rend l’âme de Van Hausen capable de posséder n’importe qui. Jerry, possédé, se jette sur McBride puis s’enfuit quand celui-ci essaie de lui tirer dessus. McBride explique que la seule façon de l’arrêter est que Johnny vienne seul avec lui et que les autres restent à la maison. Lorsque McBride et Johnny sont partis, Jerry revient et arrache les yeux de Heath avec un mixeur électrique. Natasha et Kyle s’enfuient pour retrouver McBride et Johnny. McBride demande à Wilkin, le gardien défunt, de posséder le corps de Johnny afin de retrouver Van Hausen. Jerry tue Kyle, et l’âme de Van Hausen possède les corps de Natasha et de Jerry dans un combat à mort. Les deux âmes quittent les corps et se battent sous une forme fantomatique. McBride dit à Johnny, Jerry et Natasha de prendre sa voiture et de partir. Les deux esprits le possèdent, provoquant une explosion. Les trois amis restants retournent au camping le matin. Natasha veut sortir pour utiliser l’un des téléphones des campeurs pour appeler à l’aide. Johnny verrouille les portes et poignarde Natasha dans l’œil avec un couteau. Il est clair qu’il est possédé par Van Hausen. Il regarde ensuite Jerry sur la banquette arrière. Le film se termine avec Jerry criant et Johnny lui disant « Hello gorgeous ».

## Distribution
- Katrina Bowden : Jerry
- Randy Wayne : Johnny
- Erin Marie Hogan : Natasha
- Keith Allan : Van Hausen
- Steve Hanks : McBride
- Joshua Michael Allen : McBride jeune
- Brad Slaughter : Tony
- Seth Cassell : Kyle
- Darin Cooper : le gardien Wilkes
- Jordan-Pratt Thatcher : Heath
- Lisa Younger : Samantha